# 사육사
사육사(飼育師)는 동물에게 사료를 먹이고 기르는 사람을 뜻한다. 일반적으로 같은 품종의 신중하게 선택된 짝을 선택적으로 번식시켜 구체적이고 일관되게 복제 가능한 특성과 특성을 가진 자손을 성적으로 번식시키는 사람이다. 따라서 육종가라고도 부른다. 농부, 농업가 또는 취미 생활자일 수 있으며 음식, 재미 또는 이익을 위해 대규모 또는 소규모로 실행될 수 있다.

## 같이 보기
- 조련사